# Томас Фрейзер-Голмс
Томас Фрейзер-Голмс (англ. Thomas Fraser-Holmes, 9 жовтня 1991) — австралійський плавець.
Учасник Олімпійських Ігор 2012, 2016 років.
Чемпіон світу з водних видів спорту 2019 року, призер 2015 року.
Призер Чемпіонату світу з плавання на короткій воді 2018 року.
Переможець Пантихоокеанського чемпіонату з плавання 2014 року, призер 2010 року.
Переможець Ігор Співдружності 2010, 2014 років.